# Wiedza formalna
Wiedza formalna (inaczej: wiedza uzewnętrzniona) – rodzaj wiedzy możliwej do wyartykułowania, którą można wyrazić przy pomocy słów, liczb, znaków, czy też symboli oraz obrazów.
Wiedza formalna to na przykład opisy procedur, produktów, kompetencji, projektów, schematów organizacyjnych itp.